# تل کل گر
تل کل گر مربوط به دوران پیش از تاریخ ایران باستان است و در شهرستان اقلید، بخش سده، روستای سده واقع شده و این اثر در تاریخ ۱۲ بهمن ۱۳۸۱ با شمارهٔ ثبت ۷۳۳۷ به‌عنوان یکی از آثار ملی ایران به ثبت رسیده است.